# Caedmon Audio
Caedmon Audio est une collection de livres audio appartenant à la maison d'édition américaine HarperCollins. Elle est issue de la maison de disques Caedmon Records, rachetée par Harper & Row (l'ancêtre de HarperCollins) en 1987. Son nom provient du poète anglo-saxon du VIIe siècle Cædmon.

## Histoire
Caedmon Records est fondée en 1952 par Barbara Holdridge et Marianne Roney. Le premier 33 tours édité par cette maison de disques est une récitation de poèmes de Dylan Thomas par l'auteur lui-même. Il rencontre un grand succès, notamment grâce au conte de Noël A Child's Christmas in Wales, tiré de l'oubli en catastrophe pour remplir la face B du disque.
Le catalogue de Caedmon Records comprend les œuvres de romanciers célèbres, lues par eux-mêmes ou par des acteurs de renom, ainsi que des pièces de théâtre, des contes pour enfants et d'autres genres encore.